# Karakacsánok

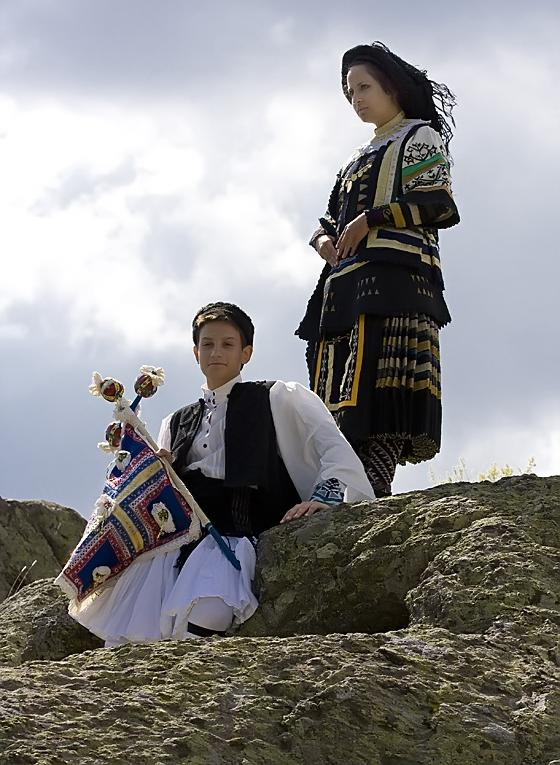
Viseletbe öltözött karakacsán gyermekek

A karakacsánok vagy szarakacsánok (görögül Σαρακατσάνοι / szarakatszani, bolgárul каракачани / karakacsani, albánul sarakaçane) transzhumáló juhtenyésztéssel foglalkozó görögországi néprajzi csoport. Az 1950-es években nem hivatalos becslések szerint számuk a Balkán-félsziget déli részén elérte a 80 ezer főt. Szállásterületeik ekkor Korinthosztól északra terültek el, magukba foglalva Észak-Görögországot, Dél-Albániát, Macedóniát, és Bulgária trákiai részeit is. Május és november között jellemzően az 1500 méteresnél magasabb hegyi legelőket járták nyájaikkal (Pindosz, Rodope stb.), télre pedig visszatértek a part menti síkságra, többnyire a thesszáliai alföldre, és ott legeltették állataikat. Napjainkban a görög nyelvű és ortodox felekezetű karakacsánok jobbára csak Észak-Görögországban élnek. Egyes feltételezések szerint elgörögösödött arománok. Vérségi alapon szerveződnek endogám nemzetségekbe. A szomszédos aromán, albán, bolgár és görög csoportoktól nem csupán életmódjuk, hanem sajátos népviseletük is karakteresen megkülönbözteti őket.

## Képek
- Bulgáriai karakacsán lány